# Rosely Schweizer
Rosely Schweizer, geb. Oetker (* 16. Juli 1940 in Hamburg) (eigentlich: Roselie) ist eine deutsche Unternehmerin und Politikerin (CDU). Von 1992 bis 2001 war sie für die CDU Mitglied des baden-württembergischen Landtages.

## Leben und Beruf
Rosely Schweizer wurde als älteste Tochter von Marlene und Rudolf-August Oetker in Hamburg geboren. Nach dem Abitur in Rendsburg studierte sie Wirtschaft in Innsbruck und wurde 1964 Diplomvolkswirtin. 1976 wurde sie Mitglied des Vorstands des Deutschen Kinderschutzbundes. Sie wurde persönlich haftende Gesellschafterin und Beiratsvorsitzende von Henkell & Söhnlein. Nach dem Tod ihres Vaters 2007 wurde sie Beiratsvorsitzende der Oetker-Gruppe. Sie gilt als eine der weltweit reichsten Frauen.
Schweizer ist verheiratet mit dem Unternehmer Folkart Schweizer und hat drei Kinder.

## Politik
Schweizer war von 1984 bis 2006 Mitglied des Gemeinderats von Murrhardt. 1987 wurde sie in den Bundesvorstand des Wirtschaftsrates der CDU und 1995 zur  Vorsitzenden des baden-württembergischen Landesverbands des Wirtschaftsrats gewählt.
Von 1992 bis 2001 war sie Abgeordnete im Landtag von Baden-Württemberg. Sie vertrat dort den Wahlkreis 17 Backnang und war wirtschaftspolitische Sprecherin der CDU-Landtagsfraktion.